# Петрушевський Василь Григорович
Васи́ль Григо́рович Петруше́вський (21 грудня 1869, с. Косарі на Черкащині — після 1927) — український композитор, диригент, педагог, знавець історії церковного співу, громадсько-культурний діяч.

## Біографія
В 1887–1891 роках навчався у Київській духовній академії. Музичну освіту здобув у Л. Малашкіна, Є. Риба, Миколи Тутковського, проте де саме — невідомо.
З 1888 по 1891 рік був регентом академічного хору, на цій посаді не лише вдосконалював виконавську майстерність колективу, а й опікувався збереженням національної музичної спадщини через поповнення нотної бібліотеки. Його зусиллями до нотниці надходили рукописні списки партитур і поголосників з духовною музикою знаних та маловідомих українських і зарубіжних композиторів.
Після закінчення Київської духовної академії працював учителем музики в Київській духовній семінарії і певний час викладав у Москві.
У травні 1901 року в Конгрегаційній залі Духовної академії відбулася перша лекція, присвячена Веделю. З доповіддю виступив Петрушевський, по ньому слово мав професор Київського університету Іван Сікорський.
Займався упорядкуванням збірок і виданням:
- «Сборник духовных песен, избранных из Богогласника и переложенных для хора» (1899, 1901),
- двох збірників з духовними творами Артема Веделя (1911),
- обиход Києво-Печерської лаври (1910–1915),
- нотодруків з творами Андрія Казбирюка і Л. Малашкіна,
- видання чотириголосих концертів Дмитра Бортнянського за редакцією Петра Чайковського,
- Олександра Кошиця — «Тебе, одіющагося» болгарського розспіву; «Милость мира», «Тебе поєм» київського розспіву,
- Кирила Стеценка — «Херувимська пісня» та «Непорочни» грецького розспіву.

В 1920-х роках брав активну участь у культурно-громадському та музичному житті.
В 1924–1926 роках працював бібліотекарем і завідувачем відділу ВБУ, з 1928 року — науковий працівник ВБУ.
З 1924 року — в складі делегатів Наради наукового комітету консерваторії (по питаннях заснування Центрального бібліотечного бюро музичної наукової літератури).